# Dendronephthya alba
Dendronephthya alba är en korallart som beskrevs av Huzio Utinomi 1952. Dendronephthya alba ingår i släktet Dendronephthya och familjen Nephtheidae. Inga underarter finns listade i Catalogue of Life.